# Circolo Nautico Posillipo 2003-2004
Questa voce raccoglie le informazioni riguardanti il Circolo Nautico Posillipo nelle competizioni ufficiali della stagione 2003-2004.

## Rosa
| N° |                   | Ruolo | Giocatore              |
| -- | ----------------- | ----- | ---------------------- |
|    | Italia (bandiera) | P     | Giancarlo Agrillo      |
|    | Italia (bandiera) | P     | Fabio Violetti         |
|    | Italia (bandiera) | CV    | Maurizio Felugo        |
|    | Italia (bandiera) | D     | Fabrizio Buonocore     |
|    | Italia (bandiera) | D     | Roberto Mannai         |
|    | Italia (bandiera) | D     | Francesco Postiglione  |
|    | Italia (bandiera) | D     | Andrea Scotti Galletta |

| N° |                    | Ruolo | Giocatore         |
| -- | ------------------ | ----- | ----------------- |
|    | Italia (bandiera)  | D     | Carlo Silipo      |
|    | Croazia (bandiera) | D     | Ratko Štritof     |
|    | Italia (bandiera)  | A     | Luigi Di Costanzo |
|    | Russia (bandiera)  | A     | Aleksandr Eryšov  |
|    | Italia (bandiera)  | CB    | Fabio Bencivenga  |
|    | Croazia (bandiera) |       | Tino Vegar        |